# ガンイージ
ガンイージ（GUN EZ）は、「ガンダムシリーズ」に登場する架空の兵器。有人操縦式の人型ロボット兵器「モビルスーツ」（MS）のひとつ。初出は、1993年放送のテレビアニメ『機動戦士Vガンダム』。
主人公側の勢力であるレジスタンス組織「リガ・ミリティア」の量産機。同じリガ・ミリティア製の「ヴィクトリーガンダム」（Vガンダム）とは一部パーツや武装を共用しているが、こちらは分離合体機構を持たない非可変機として開発された。劇中では、主に女性のみの部隊である「シュラク隊」のメンバーたちが搭乗する。中盤以降では、改修機である「ガンブラスター」も登場する。

## デザイン
デザイナーは大河原邦男。大河原とは別に、『Vガンダム』の主役機デザインを担当したカトキハジメへのインタビューでは、企画初期段階においてカトキがVガンダム（V1）のデザインに難航した際に、大河原が「僕（大河原）から見たキミ（カトキ）のデザインは、こんな感じだよ」と提示した案が、ガンイージとして劇中で採用されることになった事が語られている。同インタビューでは、Vガンダムのデザインはガンイージから逆算する形で完成した事にも触れられている。
『Vガンダム』の文芸設定を担当したサンライズ企画室室長の井上幸一は、「サナリィはサナリィで、F91のような特殊な機体ではなくもっと汎用性のあるMSとして、ヴィクトリーやガンイージーといったMSを作っています。」と述べている。
デザインについて触れられたコメントとしては、「クラスターガンダムはどことなくガンイージと似ているシルエットをしています。L・MのMSはサナリィの流れをくむものかもしれませんね」とするものもある。

## 設定解説
民間のネットワークから発展した組織であるリガ・ミリティアが開発した量産機。Vガンダム開発のためのテスト機をベースに量産型として開発された。
元々は連邦傘下の企業がモデルチェンジの候補として開発していたと推察されている。
本機の開発が行われたのは、月のセント・ジョセフ市郊外の地下工場だといわれている。同市はフォン・ブラウン市に次いでルナリアン（月至上主義者）の影響力が強く、連邦政府からの干渉を受けない独自の行政が行われている地域だった。リガ・ミリティアの指導者たちはここを根城として決戦兵器となるMSの自主開発を行っていた。やがて、マルチプル（変形）MSの構想が生まれ、その生産拠点は地球上へも移されることとなった。
しかし、ガンイージの開発スタッフにはサナリィ出身の技術者も含まれていた。サナリィのサイド2支社がザンスカールに接収されている関係上、ザンスカールへの情報漏洩防止のために開発番号の偽装が行なわれた。開発番号がE02とされるのは、内部からの機密漏洩の危険性を考慮し、E01が抹消されたと偽装したためとされる。
ベースとなったテスト機は運用データの収集と生産ラインの試験も兼ねていたため、ジェネレーターは後に開発されたVガンダムと同一のものを使用しており高い出力を持っている。そのため性能は同時期の地球連邦軍のMSを上回っており、Vガンダム用の装備は大抵使用することができる。一方で実戦的機能を重視したため複雑な変形合体機構は廃され、スタンダードな機体として仕上げられた。そのためコックピットはVガンダムで採用されているコア・ファイターのキャノピー部分がメインモニターとして機能する仕様と異なり、ジェムズガンやジャベリンと同型の全天周囲モニター・リニアシートというオーソドックスなものとなっている。操縦系統はスティックタイプの操縦桿を持つが、TV作画用に全体的にシンプルな形状となったほか、衝撃感知時にエアバッグとして動作する「エアベルト」が装備された。コックピットは非常時に脱出ポッドとして射出される。
また生産性を高めるため可能な限り規格品を使用する前提で設計されており、Vガンダム、V2ガンダムと部品が共用できるように設計されているほか、ジェムズガン、ジャベリンといった連邦側のMSとも一部の部品や装甲の交換が可能となっている。
プロトタイプは2機製作され、各種テストによるデータ収集が行われた。その後プロトタイプの1号機は実戦向けに改修され、固定武装を追加して初期生産型6機と共にリガ・ミリティア初の実戦部隊であるシュラク隊へと引き渡された。その後順次追加生産が進み、リガ・ミリティアの各部隊や協力関係にある連邦軍の部隊へと配備されていった。カラーリングはプロトタイプ時点ではガンダリウム合金の素地だったが、正式配備されるとカーキグリーンとネイビーブルーのモノトーンへと変更された。
後に戦場が宇宙に移ると、バックパックを高機動タイプ「ツインテール」に換装する改修が行われ、ガンブラスターとなった。その後、ほとんどの機体がこのタイプへと改修を受けている。
劇中では一定の飛行能力を見せてはいるものの長時間の飛行はできず、長距離移動の際にはセッターのようなサブフライトシステムが必要となる。

### 武装
バルカン砲
頭部に2門を内蔵。実体弾を発射する。小口径のため、主に牽制やソフトターゲット、ミサイルの迎撃などに用いられる。
ビーム・ライフル / ビーム・ピストル
Vガンダムに装備されているものと同一。基本設計はトリガーであるビーム・ピストルを中心に、出力増加バレル、マルチサイト、エネルギーユニットおよびパックといったデバイスから構成される。それぞれ分割が可能な構造で、整備性や生産性の向上に寄与している。ビーム・ピストル単体でも使用可能だが、威力は大きく劣る。
ビーム・サーベル
初期生産型以降は両肩部に兵装庫が採用されており、通常は右肩にビーム・サーベルデバイスを1基収納する。Vガンダムに装備されているものと同程度の出力だが、形状はVガンダムに装備されているものと異なり円筒形。リガ・ミリティアと連邦軍のMSならばどの機種にも適合したとされる。
兵装庫は各種装備に換装可能で、右肩に「スパイダーネット」と呼ばれるワイヤー射出機構を搭載していた場面も見られる。
2連マルチランチャー
通常は左肩に装備される2連装ランチャー。実体弾を射出する。主に牽制用で、機体の汎用性をそのままに火力を充実させるために装備された。
ビーム・シールド
ビームを面状に展開する防御用装備。発生装置はVガンダムのような内蔵式ではなく、前腕部（通常は左腕）のハードポイントに取り付けて使用する。
ビーム・バズーカ（メガ・ビーム・バズーカ）
地球連邦で採用されている共用火器。宇宙世紀0120年代にサナリィで設計され、クラスターガンダムによってメガ・ビーム・バズーカとして試験運用された後、0120年代後半に連邦軍が制式採用した武装である。0150年代にはアナハイム・エレクトロニクスでライセンス生産が行われている。
基本性能の高さと安定した信頼性から、採用から30年近く経過した0150年代においても第一線で使用されており、ジャベリンやジェムズガン等の連邦軍の機体も使用する一般的なものである。リガ・ミリティアが使用するものは同一の外観だが、エネルギーコネクタ及びエネルギーパックに独自の改良が施され、ハードポイントのコネクタ部分が改良されており、またエネルギーパックの容量も改善している。腰部ハードポイントに懸架・装備可能。ガンイージで使用しているビーム・バズーカは濃いグレー地に白の塗装が施された旧塗装タイプと呼ばれるものとなっている。
オーバーハングキャノン
Vガンダム用の強化デバイス。バックパックへの装備は不能だが、携行武器としての使用は可能。
ハードポイント
連邦軍仕様のものとは異なり、武器を懸架するだけでなく、懸架した兵器へのエネルギー供給も行える。両前腕部と両ふくらはぎ外側、腰部後方の計5基を備える。また、サイドアーマーに縦2つのハードポイントを備えた機体も存在する。
1/100ガンブラスターのプラモデルでは、玩具オリジナルのボーナス機能としてF90シリーズと共通のハードポイントがいくつか追加されており、組立説明書に取り付け例の写真が掲載されている。

## 劇中での活躍
主にシュラク隊の乗機として第10話より登場。劇中中盤まではリガ・ミリティアの主戦力を担っていた。
シュラク隊初登場時にはゲトル・デプレ率いるラゲーン基地のゾロ、トムリアット混成部隊を圧倒したものの、直後の第11話でヘレン機が輸送機の離陸を阻止しようとしたピピニーデン中隊のトムリアットと相討ちとなって撃墜されて以降、シュラク隊搭乗機が次々と撃墜されていく。第13話ではヘレンの敵を討とうとしたマヘリア機が同じような形でトムリアットと相打ちとなり、第14話ではケイト機が戦闘中に破損したマスドライバーを支えている隙にクワン・リーのメッメドーザにコックピットを貫かれ、第26話ではザンスカール帝国のアメリアに潜入し、港湾で戦闘となった際にペギー機がウッソ・エヴィンのVガンダムをかばってクロノクル・アシャーのコンティオに貫かれた。カイラスギリー攻略戦では、連邦軍のバグレ隊に供与された機体がゾロアットに撃破されている。
エンジェル・ハイロゥ攻略戦では、ガンイージが撃破されるバンクが多用された。第49話では、ザンスカール帝国軍により鹵獲された機体がカテジナ・ルースの搭乗機となり、ネネカ隊によるV2ガンダムの陽動とネネカ隊全滅後のカテジナによる不意打ちに使用された。第50話では、メカニックであるレオニードとロメロが半壊したガンイージに搭乗。リーンホースJr.の艦橋に機体を固定して砲座としたが、ゾリディアに撃破される。

## マイナーバージョン
いずれも冊子『機動戦士Vガンダム NEWモビルスーツバリエーション・ハンドブック 1』が初出である。
ガンイージ・プロトタイプ (GUN EZ PROTOTYPE)
Vガンダムに先立って開発が開始されたテスト用の試作機。テスト用なので固定武装が施されておらず、ガンダリウム合金の地肌のままである。2機が製造されている。1号機は量産型と同様の標準化改装が施されたあと、テスト・パイロットであるジュンコ・ジェンコと共にシュラク隊に配属となった。2号機はガンダムタイプと同様のトリコロールに塗装され、増加パーツなどの能力テストに使用され続ける。
ガンイージ（初期生産型） (GUN EZ EARLY TYPE)
シュラク隊の結成に併せて製造されたプロトタイプの増加試作機で、固定武装が施されている。3号機から8号機が該当し、のちの量産型と異なりリア・スカート切り欠きがない。8号機は当初オリファー・イノエが搭乗するが、その後は部品取りの予備機になったとされる。
ガンイージ（増備型） (GUN EZ)
初出時は「増備タイプ」と表記。初期生産型と異なり、リアスカートの切り欠きが存在する。9号機から15号機が該当する。バグレ隊などリガ・ミリティアに協力した連邦軍部隊などに供与される。
ガンイージ（後期量産型） (GUN EZ MASS PRODUCTION TYPE)
初出時は「後期量産タイプ」と表記。地球圏の部隊向けに製造された16号機以降の機体（型式番号：''LM111E02a）。同一ラインでガンブラスターの生産が始まっており、同じカラーリングになっている。
ガンイージ（陸戦型） (GUN EZ GROUND TYPE)
初出時は「陸戦タイプ」と表記。現地部隊によって陸戦用に特化した改造が施されたタイプ。ノズルへのフィンの追加や防砂、防塵処理が施されている。現地改修のため、制式な型式番号は付与されていない。
ブルーバード隊所属機
アフリカ戦線で展開する「ブルーバード」隊所属の陸戦型。濃い青を基調としたカラーリングが特徴で、AAAA隊と協力してベスパのアフリカ侵攻を抑える。

## バリエーション

### ガンダッシュイージ
漫画雑誌『コミックボンボン』誌上で設定されたガンイージの遠距離支援用強化型。ザンスカール帝国の地球侵攻末期に月で製作され、2基のオーバーハングキャノンを装備してV2バスターの支援機として戦場に出撃したとされる。頭部はヘキサ・タイプと同型のアンテナが装備され、ガンイージの素体にオーバーハングパックを装着し、腰部ビーム・カノンとビーム・スマートガンを装備する。
『ガンダムビルドファイターズトライ』第19話では、本機とほぼ同様の「ガンダッシュブラスター」が登場している。

### ガンブラスター
ガンイージのバックパックを高機動タイプに換装した機体。元々空間戦闘も考慮して設計されていたガンイージを、より戦術的に高度な作戦行動に対応するために強化したものである。
最大の特徴は、「ツインテール」と呼ばれるバックパックに接続された2基のスラスターバインダーで、AMBACの併用により高い機動性と運動性を発揮する。基本性能そのものはガンイージを引き継ぎつつと同程度だが、機動性と航続距離の強化によって、宇宙用に開発されたMSに対抗可能となっている。主に月面の裏側にある秘密工場などのリガ・ミリティアの宇宙の拠点にて、ガンイージの生産ラインにて一定の割合で同時生産された。改修が容易であったことから先にガンイージとして完成された機体も後に多くの機体がこのタイプへと換装され、戦争後半でのリガ・ミリティアの主力機となった。カラーリングはガンイージとは異なり、明るいグリーン系を中心としたトリコロールのイメージに近い配色となっており、ガンイージから換装された機体も再塗装されているとされるが、劇中第30話ではリーンホースの艦載機としてガンイージの配色のままのガンブラスターも登場している。
ガンブラスターはツインテールユニットを排除することも可能。また、ツインテールは打ち出して質量弾として使用することも可能となっている。ガンイージ同様にリガ・ミリティアに協力する連邦軍の部隊にも供与された。
武装はガンイージと共通で、引き続きクラスターガンダムと同型のメガ・ビーム・バズーカを装備している。また、かつてνガンダムで採用されたニュー・ハイパー・バズーカと同デザインの実弾式バズーカを携えて出撃した例なども確認されている。また、腰アーマーなどは同一機種でも様々なタイプが用意されており、ハード・ポイントを備えた機体も存在している、なお劇中でも、アニメ第32話においてオデロ、トマーシュ機のガンブラスターが手持ちの武装とは別に追加で両脚部のハードポイントにビーム・ライフルを各1丁ずつ、後ろ腰部と左腰部のハードポイントにメガ・ビーム・バズーカを1丁ずつ追加で装備して出撃している。
武装
ビーム・ライフル、ビーム・サーベル、ビーム・シールド、2連マルチランチャー
ガンイージで採用されているものと同型。
ビーム・バズーカ（メガ・ビーム・バズーカ）
ガンイージから引き続き採用されている。塗装はカーキグリーンを主とした新塗装タイプと呼ばれるものとなっている（劇中第24話よりガンイージでも使用）。
バズーカ
水中でも使用可能な実弾式のバズーカ。第34話で使用した。塗装はカーキグリーンで、デザインはνガンダムのニュー・ハイパー・バズーカの流用となっている。機体に対してややオーバースケール気味に描画されているが、νガンダムの持っていたものと比較すると小型となっている。
スパイダーネット
投てき用の実体式ワイヤーで肩部マルチランチャーに装備されている。第45話でエンジェル・ハイロゥの幻覚にかかったウッソのV2ガンダムを捕獲するのに使用した。
劇中での活躍
劇中中盤にシュラク隊のガンイージが改装される形で登場。初登場は第27話のザンスカール本国コロニー「アメリア」内での戦闘で、ジュンコ等シュラク隊が搭乗して迎撃に出たコンティオと対等に渡り合っている。その後ジュンコ機は、カテジナのリグ・シャッコーの攻撃からウッソのコア・ファイターを庇って大破・喪失する。
ザンスカール本国空襲から月面のモトラッド艦隊追撃に至るまで、しばらくの間はガンイージの上位機種としてシュラク隊の主要メンバーが搭乗するが、月面での補給を契機にVガンダムヘキサに転換された。月面セント・ジョセフ市ではリガ・ミリティアの地下工場からリーンホースJr.に数機が補充されており、この内の2機にパイロットとなったオデロ・ヘンリークとトマーシュ・マサリクが搭乗し、反地球浄化作戦からはホワイトアーク隊の戦力として参戦、各地を転戦する。両機はウッソ機の援護のほか、ゴズ・バールのゾリディアの捕獲、リシテア級「エム」を航行不能に追い込むなどの戦果を挙げる。
エンジェル・ハイロゥを巡るベスパとの最終決戦において、オデロ機はエンジェル・ハイロゥ攻防戦にて、ウッソのV2ガンダムがエンジェル・ハイロゥにとりつく時間を稼いでいたが、オデロが一瞬エンジェル・ハイロゥの影響を受けたことで、一瞬の隙を突かれてカテジナのゴトラタンに撃墜される。

### ガンスマッシャー
スマートフォンゲームアプリ『機動戦士ガンダム U.C. ENGAGE』に登場するアサルトバスターガンスマッシャーの設定解説に登場（型式番号：LM112E06）。
V2ガンダムのミノフスキー・ドライブの生産と実機調整が追い付かないため、同機のために開発した増加パーツをガンイージに転用した改修プランが策定される。原型機のジェネレーター出力では追加ビーム兵装の使用が難しいため、ミノフスキー・ドライブの技術の一部を流用したオーバーテール・ユニットにジェネレーターを換装するが、機体強度に問題が発生したため各部にも改良がほどこされる。

#### アサルトバスターガンスマッシャー
『機動戦士ガンダム U.C. ENGAGE』に登場するゲームオリジナルMS（型式番号：LM112E07/08）。
ガンスマッシャーのバックパックにV2バスターガンダムと同様のメガ・ビーム・キャノンとスプレー・ビーム・ポッドを装備、メガ・ビーム・ライフルの実用データにより開発された高出力ビーム・ライフルを携行、左腕に強化型ビーム・シールドを装備した仕様。ホワイトアークへの配備が想定されるが、エンジェル・ハイロゥ攻略戦が早まったこともあり、実戦投入には間に合っていない。

### ビクトリーイージー
漫画『機動戦士クロスボーン・ガンダム DUST』に登場。Vガンダムのコア・ファイターにガンイージの手足を接合した機体。